# Cambaridae
Cambaridae – rodzina skorupiaków z rzędu dziesięcionogów.
U rakowców tych czułki drugiej pary mają zwykle po 2 kępki estet na niektórych członach bocznej gałązki. U samców trzecia, czwarta lub obie te pary pereiopodów (odnóży tułowiowych) mają haki na ischiopoditach. Pleopody (odnóża odwłokowe) pierwszej pary u samicy są obecne lub nie, a u samców mają części odsiebne ciasno złożone, z ujściem bruzdy nasiennej położonym na środkowym wyrostku jednego z 2-4 elementów końcowych. Annulus ventralis samic jest nieruchomy lub ruchomy o kąt najwyżej 40°. Wzór skrzelowy ma postać 17 + ep lub 16 + ep. U samców występują w cyklu życiowym dwie formy morfologiczne.
Należą tu rodzaje:
- Barbicambarus Hobbs, 1969
- Bouchardina Hobbs, 1977
- Cambarellus Ortmann, 1905
- Cambarus Erichson, 1846
- Creaserinus Hobbs, 1973
- Distocambarus Hobbs, 1981
- Fallicambarus Hobbs, 1969
- Faxonella Creaser, 1933
- Faxonius Ortmann, 1905
- Hobbseus Fitzpatrick et Payne, 1968
- Orconectes Cope, 1872
- Palaeocambarus Taylor, Schram et Shen, 1999
- Procambarus Ortmann, 1905
- Troglocambarus Hobbs, 1942

W Polsce występuje tylko rak pręgowaty.